# さくら色の音楽絵巻
さくら色の音楽絵巻（さくらいろのおんがくえまき）は、KBCラジオで2007年10月7日から2008年3月30日まで放送していた夜の音楽番組。

## 放送時間
放送時間はすべて日本標準時。

### 放送時間
- 日曜日：20:30～21:00（2007年10月7日～2007年11月4日）
- 日曜日：17:10～17:40（2007年11月11日～2008年3月30日）

## 番組内容
宮島アナの音楽に関するフリートークや様々なアーティストと電話やスタジオでトークをする番組。また、月替わりで番組の推薦曲を流すほか、最近注目の邦楽の紹介や近日開催されるライブ情報なども紹介する。